# بارگاه علیا
بارگاه علیا، روستایی در دهستان دهکهان بخش مرکزی شهرستان کهنوج در استان کرمان ایران است. این روستا، مرکز دهستان دهکهان است.

## جمعیت
بر پایه سرشماری عمومی نفوس و مسکن در سال ۱۳۹۵، جمعیت این روستا برابر با ۳۵۵ نفر (۱۰۸ خانوار) بوده‌است.